# Mongoliet i olympiska vinterspelen 1968
Mongoliet deltog med 7 deltagare vid de olympiska vinterspelen 1968 i Grenoble. Ingen av landets deltagare erövrade någon medalj.